# Gleason (cidade)
Gleason é uma cidade  localizada no estado norte-americano de Tennessee, no Condado de Weakley.

## Demografia
Segundo o censo norte-americano de 2000, a sua população era de 1463 habitantes.
Em 2006, foi estimada uma população de 1409, um decréscimo de 54 (-3.7%).

## Geografia
De acordo com o United States Census Bureau tem uma área de
5,9 km², dos quais 5,9 km² cobertos por terra e 0,0 km² cobertos por água.

## Localidades na vizinhança
O diagrama seguinte representa as localidades num raio de 20 km ao redor de Gleason.